# Franz Hasil
Franz Hasil, né le 28 juillet 1944 à Vienne, est un footballeur international autrichien.
Sélectionné à 21 reprises en équipe nationale autrichienne entre 1963 et 1974, ce milieu de terrain formé au Rapid de Vienne remporte un grand succès avec le Feyenoord Rotterdam au début des années 1970.

## Biographie
Né à Vienne et formé au Rapid de Vienne, Franz Hasil y commence sa carrière, y remportant le championnat d'Autriche à trois reprises, en 1964, 1967 et 1968, ainsi que la coupe nationale cette dernière année. Il part alors en Allemagne, au FC Schalke 04, puis après une saison aux Pays-Bas, au Feyenoord Rotterdam. Pour sa première année, il y remporte le championnat d'Eredivisie, la Coupe d'Europe des clubs champions et la Coupe intercontinentale. Après trois nouvelles saisons moins glorieuses, il part terminer sa carrière dans son pays natal, au Austria Klagenfurt de 1973 à 1977, puis sur une dernière pige au Vienna FC 1894.
Il fait ses débuts en équipe nationale en octobre 1963, à 19 ans, face à la Hongrie. Il n'est plus sélectionné de 1968 à 1972. Sa 21e et dernière sélection date de novembre 1974 pour un match amical face à la Turquie. Il inscrit deux buts pour l'Autriche.

## Statistiques
| Saison    | Club                | Championnat | Championnat | Championnat | Coupe(s) nationale(s) | Coupe(s) nationale(s) | Compétition(s) continentale(s) | Compétition(s) continentale(s) | Compétition(s) continentale(s) | Total | Total |
| Saison    | Club                | Division    | M.          | B.          | M.                    | B.                    | Comp.                          | M.                             | B.                             | M.    | B.    |
| 1962–1968 | Rapid Vienne        | D1          | 103         | 18          | 12                    | 3                     | -                              | 16                             | 2                              | 131   | 23    |
| 1968-1969 | FC Schalke 04       | D1          | 23          | 5           | -                     | -                     | -                              | -                              | -                              | 23    | 5     |
| 1969-1973 | Feyenoord Rotterdam | D1          | 112         | 33          | -                     | -                     | -                              | -                              | -                              | 112   | 33    |
| 1973–1977 | Austria Klagenfurt  | D1          | 98          | 13          | -                     | -                     | -                              | -                              | -                              | 98    | 13    |
| 1977–1978 | Vienna FC 1894      | -           | -           | -           | -                     | -                     | -                              | -                              | -                              | 0     | 0     |